# 리엔츠군

리엔츠군의 위치

리엔츠군(독일어: Bezirk Lienz)은 오스트리아 티롤주에 위치한 군으로 행정 중심지는 리엔츠이며 면적은 2,016.41km2, 인구는 53,833명(2019년 기준), 인구 밀도는 27명/km2이다. 북쪽으로는 잘츠부르크 핀츠가우군, 동쪽으로는 케른텐주 슈피탈안데어드라우군, 헤르마고어군과 접하며 남쪽으로는 이탈리아 베네토주, 서쪽으로는 이탈리아 남티롤(볼차노도)과 국경을 접한다. 이탈리아를 사이에 두고 북티롤 지방과 서로 떨어진 월경지인 동티롤 지방에 위치한다.

## 하위 행정 구역
1개 도시, 3개 시장도시, 29개 일반 시를 관할한다.
- 도시
  - 리엔츠(Lienz)
- 시장도시
  - 마트라이인오스트티롤(Matrei in Osttirol)
  - 누스도르프데반트(Nußdorf-Debant)
  - 질리안(Sillian)
- 일반 시
  - 아프팔터스바흐(Abfaltersbach)
  - 아이네트(Ainet)
  - 암라흐(Amlach)
  - 안라스(Anras)
  - 아슬링(Assling)
  - 아우서필그라텐(Außervillgraten)
  - 될자흐(Dölsach)
  - 가임베르크(Gaimberg)
  - 하인펠스(Heinfels)
  - 호프가르텐인데페레겐(Hopfgarten in Defereggen)
  - 이너필그라텐(Innervillgraten)
  - 이젤스베르크슈트로나흐(Iselsberg-Stronach)
  - 칼스암그로스글로크너(Kals am Großglockner)
  - 카르티치(Kartitsch)
  - 라판트(Lavant)
  - 라이자흐(Leisach)
  - 니콜스도르프(Nikolsdorf)
  - 오버리엔츠(Oberlienz)
  - 오버틸리아흐(Obertilliach)
  - 프레그라텐암그로스페네디거(Prägraten am Großvenediger)
  - 장크트야코프인데페레겐(Sankt Veit in Defereggen)
  - 장크트요한임발데(Sankt Johann im Walde)
  - 장크트파이트인데페레겐(Sankt Veit in Defereggen)
  - 슐라이텐(Schlaiten)
  - 슈트라센(Strassen)
  - 투른(Thurn)
  - 트리스타흐(Tristach)
  - 운터틸리아흐(Untertilliach)
  - 피르겐(Virgen)